# Le Scandale (film, 1982)
Pour les articles homonymes, voir Le Scandale.
Pour plus de détails, voir Fiche technique et Distribution.
Le Scandale (Al Aar) est un film égyptien réalisé par Ali Abdel Khalek (ar), sorti en 1982.

## Synopsis
Le film raconte l'histoire d'une famille composé de trois frère déchirés par les conflits internes, l'avidité et les aspirations égoïstes, où l'avocat est un corrompu, le médecin souffre de problèmes psychologiques et le commerçant d'herbes médicinales est un trafiquant de drogue.

## Fiche technique
- Titre original : Al Aar
- Titre français : Le Scandale
- Réalisation : Ali Abdel Khalek (ar)
- Scénario : Mahmoud Abou Zeid
- Pays d'origine :  Égypte
- Date de sortie : 1982

## Distribution
- Nour El-Sherif : Kamal
- Mahmoud Abdel Aziz : Adel
- Noura : Roaa
- Hussein Fahmi : Chokri
- Ilham Chahine : Laila